# 薩森山
薩森山（英語：Mount Southern），是南極洲的山峰，位於帕爾默地，處於哈里山東北面2.8公里和菲茨傑拉德海崖東南面26公里，在1935年11月23日由美國探險家發現，現時由南極條約體系管理。